# Dactylolabis hirtipes
Dactylolabis hirtipes là một loài ruồi trong họ Limoniidae. Chúng phân bố ở miền Cổ bắc.